# Nephren-Ka
Nephren-Ka è un personaggio immaginario del Ciclo di Cthulhu di Howard Phillips Lovecraft e di altri autori a lui ispiratisi.

## Caratterizzazione del personaggio

### Il regno di Zoser
Durante gli ultimi anni del regno del Faraone Zoser, della Terza Dinastia, nel 2773 a.C., un uomo conosciuto come Nephren-Ka giunse a Khemet. Nephren-Ka era un potentissimo mago ed un alto sacerdote di un potentissimo culto, il quale veniva venerato in templi sotterranei, e portava pazzia e morte ai suoi nemici con una parola o uno sguardo. Le storie dicono che egli proveniva da un'antica città nel deserto dell'Arabia, il cui nome era Irem, la Città dei Pilastri. Tutti coloro che conoscevano tale città ne avevano terrore. 
Nephren-Ka impressionò il faraone con i suoi poteri e la sua conoscenza di cose sconosciute ai più. Il faraone lo nominò visir, secondo solo a lui nell'impero.
Nephren-Ka riportò in auge il culto di un vecchio, terribile, dio - il Faraone Nero (Nyarlathotep). Presto Nephren-Ka e il Faraone Nero divennero la stessa persona agli occhi delle persone. Nessuno riusciva a distinguere i loro poteri.
Il Faraone Zoser morì di una terribile malattia, e il sacerdote si proclamò Faraone. Per molti anni il Faraone Nero combatté con i figli di Zoser per il controllo dell'impero. Così grande era il potere del Faraone Nero che nessun ricordo dei figli di Zoser è giunto a noi. Fu questo il periodo che vide Nephren-Ka padrone dell'Egitto.
Per riuscire nel suo intento richiamò dallo spazio mostri (Dholes) e seminò distruzione per tutta la landa. Nella confusione, Nephren-Ka e i suoi cultisti avrebbero dovuto attaccare il faraone e porre le basi per il loro governo. Nyarlathotep sorrise del loro tentativo e promise di mandare in aiuto un messaggero.
Il faraone Kasekhemra Neferhotep I tuttavia venne a sapere dell'intrigo, e mandò assassini e spie a cercare il sacerdote nelle più lontane parti del suo impero. Fu finalmente trovato ad ovest del deserto mentre era inginocchiato in preghiera nel più sacro tempio sotterraneo del suo culto, il Pozzo. Attaccato dagli assassini, fu mortalmente ferito; ma mentre moriva, Nephrem-Ka pronunciò una terribile maledizione sul faraone e sulla sua discendenza.
Una piramide fu costruita per contenere l'anima di Nephren-Ka e per proteggere l'impero dalla sua magia. La prima piramide non era abbastanza forte per intrappolare lo spirito del Faraone Nero e crollò. Una seconda piramide fu costruita, con strane geometrie calcolate dai sacerdoti per poter reggere ai poteri del Faraone Nero. Questa piramide resistette, e il corpo di Nephren-Ka fu sotterrato, accompagnato dalle maledizioni dei sacerdoti. In aggiunta fu costruita anche una terza piramide ad ulteriore protezione, semmai Nephren-Ka dovesse mai tornare a minacciare l'impero.
Probabilmente la prima è la Distrutta Piramide di Meidum, mentre la seconda è la Piramide romboidale di Dahshur (forse all'interno della quale si trova il labirinto di Kish). Tuttavia nessun esploratore ha trovato sue tracce. Si dice che un giorno egli tornerà.
Fu questa la fine della Terza Dinastia e la nascita della Quarta Dinastia.

### Il regno di Nephren-Ka
Si narra che la voce di Nephren-Ka potesse viaggiare attraverso l'impero sotto la forma di un vento nero, un vento che uccideva secondo il suo volere.
Nephren-Ka costruì il Labirinto di Kish, un luogo di oscurità e disperazione. Qui egli praticava molti dei suoi sacrileghi riti. Si dice che Nephren-Ka avesse al suo servizio un'immensa bestia, della quale la sfinge non è altro che una piccola, poco somigliante rappresentazione. Sembra inoltre che egli fosse in possesso del Trapezoedro Brillante.
Alla fine un eroe di nome Snefru sorse, e con l'aiuto della dea Isis e del dio Bast annullò la maligna magia di Nephren-Ka e lo uccise. Sneferu divenne faraone e riportò il favore dei vecchi dei all'impero. 
Una versione alternativa narra che Nephren-Ka fuggì e si ritirò sulla costa, con l'intenzione di recarsi su una non meglio precisata “isola ad ovest”. Tuttavia lui e i suoi seguaci furono costretti a ritirarsi in un sotterraneo segreto, probabilmente nelle vicinanze della attuale città del Cairo, e a seppellirvisi sotto gli occhi dell'attonito esercito che li inseguiva. Nel sotterraneo Nephren-Ka sacrificò 100 vittime a Nyarlathotep, il quale lo ricompensò con il dono della chiaroveggenza. Nephren-Ka passò il resto della sua vita a disegnare il futuro della terra sulle pareti della sua tomba.
I suoi seguaci seppellirono il suo corpo in una piccola valle, in una tomba costruita in fretta. Da lì viaggiarono in seguito verso l'Africa centrale e verso G'Harne, la città perduta degli Antichi. Qui Shudde-M'ell, leader degli Ctoniani, divorò la maggior parte dei bambini e lasciò in vita solo coloro che portavano in sé la stirpe di Nophru-Ka. Qui tale Stirpe Reale avrebbe dovuto regnare in alleanza con gli Ctoniani fino all'avverarsi della profezia.

### Il sarcofago d'oro
Pare che sia un oggetto appartenuto a Nophru-Ka.
Si suppone che il sarcofago fosse stato dato a Nophru-Ka dagli dei e che esso contenesse spiriti che egli avrebbe potuto richiamare per servirlo. Il sarcofago contiene un pezzo d'ambra contenente un insetto intrappolato. Sembra avere qualcosa a che fare con il continente di Mu, a causa dei piccoli altorilievi ritratti.
Per anni esso è stato in possesso di una nobile famiglia in Britannia. È stato rubato nel 1876 e mai più visto.